# Бялогард (гмина)
Бялогард (пол. Białogard) — сельская гмина (волость) в Польше, входит как административная единица в Белогардский повет Западно-Поморского воеводства. Площадь гмины — 328,25 км², что составляет 38 % площади Белогардского повета и 16 место по площади Западно-Поморского воеводства. В административном плане делится на 33 солецтва. На территории гмины находятся 53 населённых пункта.

## Расположение
Гмина находится в Западной Померании, примерно в 25 км к юго-востоку от Колобжега, 25 км к юго-западу от Кошалина и около 150 км от города Щецин. Наиболее важным водным объектом гмины является река Парсента. Гмина Бялогард граничит с городом Бялогард, а также с гминами Бесекеж, Карлино, Полчин-Здруй, Ромбино, Славобоже, Свешино и Тыхово.

## Население
Население гмины по состоянию на 2013 год составляло 7943 человека. По данным на 31 декабря 2016 года в гмине проживало 7 767 жителей. По данным на 31 декабря 2017 года в коммуне проживало 7682 человека. По состоянию на декабрь 20202 года население гмины составляло 7543 человека.
Возрастная пирамида жителей гмины Бялогард в 2014 году:

## Культурное наследие
По состоянию на 31 декабря 2008 года в гмине под охраной государства находилось 16 недвижимых памятников.